# 格雷迪 (密西西比州)
格雷迪（英語：Grady）是位於美國密西西比州韋伯斯特縣的非建制地區。

## 歷史
格雷迪的郵局於1891年設立，其後於1907年停運。

## 地理
格雷迪所處的海拔為高於海平面108米（即354英呎），而該地所採用的時區為UTC-6，即北美中部時區（CST）。同時該地設有夏令時間，為UTC-6調快一小時，即UTC-5（CDT）。